# Pandea cybeles
Espèce
Pandea cybeles est une espèce d'hydrozoaires de la famille des Pandeidae. Cette hydroméduse a été découverte par Ángeles Alvariño dans la mer des Sargasses en 1988.

## Description
Cette méduse présente une ombrelle en forme de cloche, plus haute que large (respectivement 18,20 et 22 mm en hauteur pour 14,5, 16,3 et 20 mm en largeur).